# Жан Классенс
Жан Классенс (фр. Jean Claessens, 18 червня 1908, Андерлехт — 19 грудня, 1978) — бельгійський футболіст, що грав на позиції півзахисника, зокрема, за клуб «Уніон Сент-Жілуаз», а також національну збірну Бельгії.
Триразовий чемпіон Бельгії. 

## Клубна кар'єра
У футболі дебютував 1926 року виступами за команду «Уніон Сент-Жілуаз», в якій провів тринадцять сезонів.  За цей час тричі виборював титул чемпіона Бельгії.
У 1942 році перейшов в «Расінг» (Брюссель) і відіграв там один сезон.
Завершив професійну ігрову кар'єру у клубі «Монс», за команду якого виступав протягом 1945—1946 років.

## Виступи за збірну
1932 року дебютував в офіційних матчах у складі національної збірної Бельгії. Протягом кар'єри у національній команді, яка тривала 5 років, провів у її формі 21 матч..
У складі збірної був учасником чемпіонату світу 1934 року в Італії, де зіграв в програному матчі збірної Німеччини (2-5).
Помер 19 грудня 1978 року на 71-му році життя.

## Титули і досягнення
- Чемпіон Бельгії (3):

«Уніон Сент-Жілуаз»: 1932-1933, 1933-1934, 1934-1935